# سیارک ۱۳۵۷۷
سیارک ۱۳۵۷۷ (به انگلیسی: 13577 Ukawa، نامگذاری:1993HR1) سیزده هزار و پانصد و هفتاد و هفتمین سیارک کشف شده‌است که در ۱۶ آوریل ۱۹۹۳ کشف شد.
قدر مطلق سیارک برابر ۱۷.۰ است.